# Izabella brazil régensnő
Izabella (Rio de Janeiro, 1846. június 29. – Eu, Franciaország, 1921. november 14.), portugálul: Dona Isabel de Bragança, franciául: Isabelle de Bragance, a teljes neve portugálul: Dona Isabel Cristina Leopoldina Augusta Micaela Gabriela Rafaela Gonzaga de Bragança, ragadványneve: A Rabszolga-felszabadító, portugálul: a Redentora, franciául: la Rédemptrice, Brazília trónörököse (először 1847–1848, majd 1850–1889), Brazília régense (1871–1872; 1876–1876; 1887–1888), címzetes császárnőként a brazil császári ház feje (1891–1921). Az ő nevében hirdették ki 1888-ban a rabszolga-felszabadítási törvényt, és ezért kapta a Rabszolga-felszabadító jelzőt. Annak ellenére, hogy csak ideiglenesen, apját helyettesítve állt Brazília élén, ő tekinthető az ország második (ideiglenes) női államfőjének (az államfői jogok ideiglenes gyakorlójának), ükanyja, I. Mária után, aki viszont betegsége miatt csak Brazília névleges államfője volt. Apja népszerű uralmát a katonai vezetés azért buktatta meg puccsal 1889-ben, mert ellenezték a női trónöröklést, így Izabellából nem lett Brazília császárnője, és csak 123 évvel Izabella utolsó országlása (1888) után 2011-ben lett újra női államfője Brazíliának Dilma Rousseff személyében, aki harmadik e sorban.

## Élete

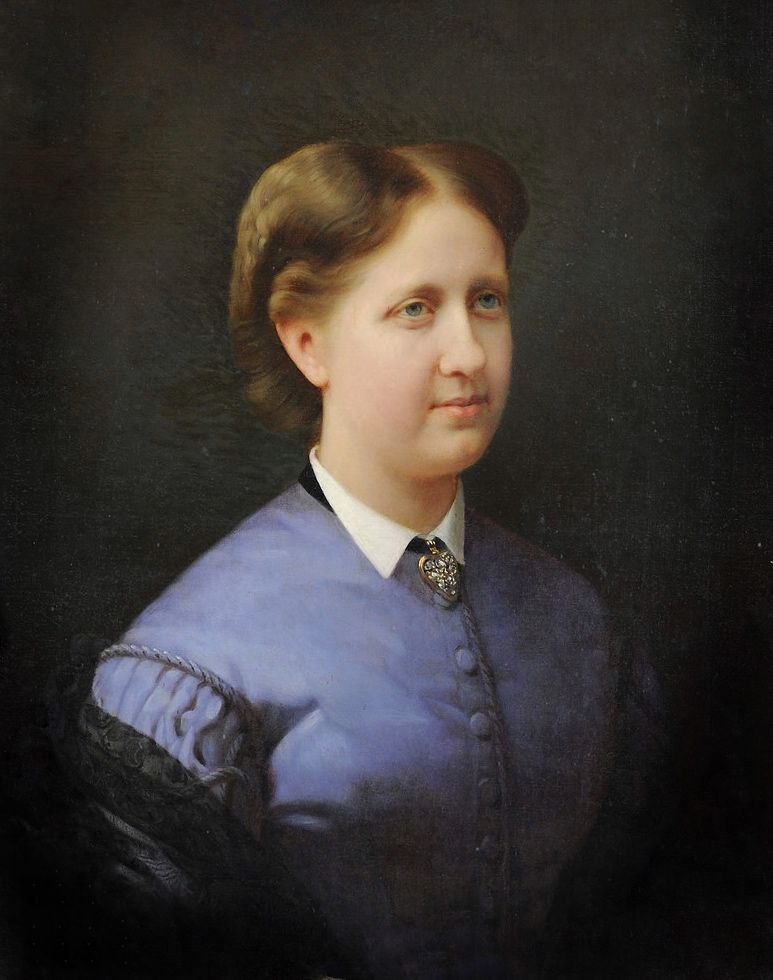
Az ifjú Izabella hercegnő

II. Péter brazil császár és Bourbon Teréz nápoly–szicíliai királyi hercegnő legidősebb lánya. Miután fivérei mind meghaltak kisgyermekkorukban, ő vált a trón örökösévé. Apját nem érdekelték az államügyek, így gyakran helyettesítette, és apja hosszú külföldi, európai útjai idejére őt nevezték ki régenssé. Háromszor is ellátta az ideiglenes államfői teendőket: 1871. május 25. – 1872. március 31.; 1876. március 20. – 1876. szeptember 28.; 1887. június 30. – 1888. augusztus 22. között. Férje, Orléans-i Gaston, Eu grófja, I. Lajos Fülöp francia király apai unokája, II. Ferdinánd portugál király unokaöccse és Koháry Mária Antónia anyai unokája. Négy gyermekük született, három fiú és egy leány. Ez utóbbi rögtön a születése után meghalt, de fiai közül is csak a legidősebb élte túl szüleit.

Izabella hercegnő felesküszik Brazília régensévé

1888. május 13-án Brazília régenseként aláírta a Lei Áurea törvényt, amely utolsóként eltörölte a rabszolgaságot Amerikában. A rabszolga-felszabadítás gazdaságilag nem rázta meg az országot, hiszen már nem volt olyan jelentős ebben az időben, mégis kiváltotta az ellenérzéseket a császári családdal szemben. A konzervatívoknak túl sok volt, a liberálisoknak túl kevés. Ugyanakkor az a tény, hogy nő örökli a trónt, a hadsereg számára kevésbé volt elfogadható, ezért 1889. november 15-én a hadsereg puccsal eltávolította a nép körében még mindig népszerű császárt, II. Pétert, és kikiáltották a köztársaságot. A császári család Portugáliába menekült, ahonnan származtak.
A császárné a következő hónapban a megrázó események következtében elhunyt, II. Péter brazil császár pedig két évvel később Párizsban halt meg. Izabella ekkor, 1891. december 5-én vált a császári ház fejévé és Brazília címzetes császárnőjévé. Elsőszülött fia, Péter herceg rangon aluli házassága miatt 1908-ban lemondott mind maga, mind utódai nevében a trónöröklési jogáról öccse javára, aki viszont még anyja életében meghalt, így annak elsőszülött fia, Izabella unokája, Péter herceg, Lajos herceg fia örökölte a császári címet, és lett nagyanyja halála után a császári ház feje.
Izabella a férje hazájában, Franciaországban halt meg. 1971-ben földi maradványait hazaszállították, és Brazíliában helyezték végső nyugalomra.

## Gyermekei

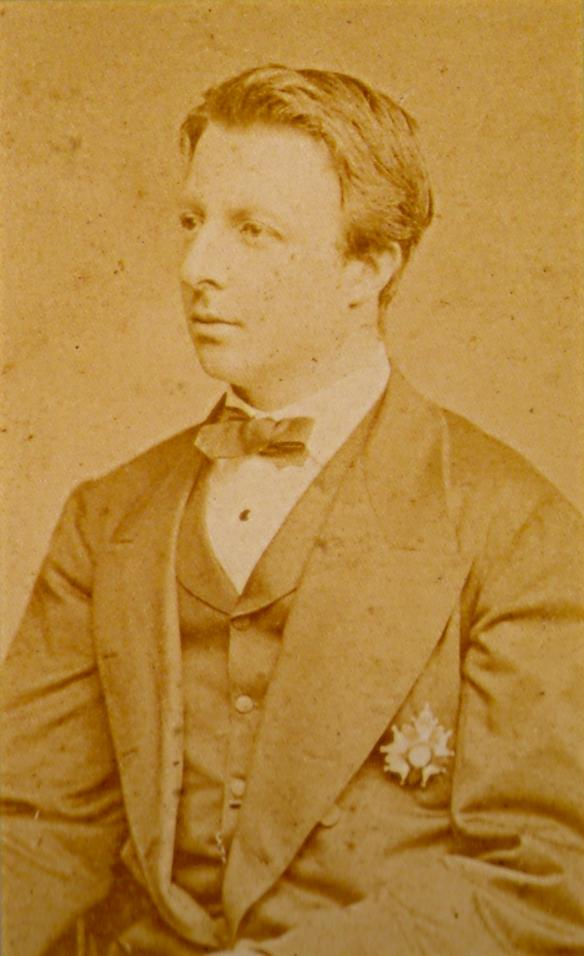
Orléans-i Gaston herceg, Izabella férje 1865-ben 23 évesen, a házasságukat követő évben

- Férjétől, Orléans-i Gaston (1842–1922) francia királyi hercegtől, Eu grófjától, 4 gyermek:
  - Lujza (Rio de Janeiro, 1874. július 28. – Rio de Janeiro, 1874. július 28.)
  - Péter (1875–1940), Grăo Pará hercege, 1908. október 30-án lemondott a trónöröklési jogáról mind a maga, mind pedig az utódai nevében, felesége Dobrzensky Mária Erzsébet (Alžběta Dobřenská z Dobřenic) (1875–1951) cseh grófnő, 5 gyermek
  - Lajos (1878–1920) brazil trónörökös címét viselte a bátyja lemondásától (1908), felesége Bourbon–Szicíliai Mária Pia (1878–1973) nápoly–szicíliai királyi hercegnő, Bourbon–Szicíliai Alfonz, Caserta grófja lányaként II. Ferdinánd nápoly–szicíliai király unokája, 3 gyermek, többek között:
    - (III.) Péter (1909–1981), a brazil császári ház feje 1921-től, a nagyanyja halálától, felesége Wittelsbach Mária (1914–2011) bajor királyi hercegnő, Ferenc bajor királyi herceg lányaként III. Lajos bajor király unokája, 12 gyermek

  - Antal (1881–1918), az Osztrák–Magyar Monarchia 6. huszárezredének hadnagya (1908–1914), a brit hadsereg hadnagya 1914-től, nem nősült meg